# Critérium du Dauphiné 2020
Critérium du Dauphiné 2020 var den 72. udgave af cykelløbet Critérium du Dauphiné. Det franske etapeløb er på UCI's World Tour-kalender i 2020 og løbets fem etaper blev kørt mellem 12. og 16. august 2020. Løbet
skulle efter planen havde været afholdt fra 31. maj til 7. juni over otte etaper, men blev på grund af coronaviruspandemien flyttet og forkortet. 
Løbet blev vundet af columbianske Daniel Martínez fra EF Pro Cycling.

## Etaperne
| Etape    | Dato     | Start – Mål                               | type          | Afstand (km) | Etapevinder    | Førende rytter  |
| -------- | -------- | ----------------------------------------- | ------------- | ------------ | -------------- | --------------- |
| 1. etape | 12. aug. | Clermont-Ferrand – Saint-Christo-en-Jarez | kuperet etape | 218,5        | Wout van Aert  | Wout van Aert   |
| 2. etape | 13. aug. | Vienne – Col de Porte                     | bjergetape    | 181          | Primož Roglič  | Primož Roglič   |
| 3. etape | 14. aug. | Corenc – Saint-Martin-de-Belleville       | bjergetape    | 175,5        | Davide Formolo | Primož Roglič   |
| 4. etape | 15. aug. | Ugine – Megève                            | bjergetape    | 173          | Lennard Kämna  | Primož Roglič   |
| 5. etape | 16. aug. | Megève – Megève                           | bjergetape    | 153,5        | Sepp Kuss      | Daniel Martínez |

### 1. etape
| \| Etaperesultat \| Etaperesultat \| Etaperesultat \| Etaperesultat \| Etaperesultat \| \| Rytter \| Rytter \| Hold \| Tid \| \| \| ------------- \| ------------------ \| ----------------- \| ------------- \| ------------- \| \| 1. \| Wout van Aert \| Jumbo-Visma \| 5t 27' 42" \| \| \| 2. \| Daryl Impey \| Mitchelton-Scott \| + 0" \| \| \| 3. \| Egan Bernal \| Team Ineos \| + 0" \| \| \| 4. \| Alejandro Valverde \| Movistar Team \| + 0" \| \| \| 5. \| Tadej Pogačar \| UAE Team Emirates \| + 0" \| \| \| 6. \| Aleksej Lutsenko \| Astana \| + 0" \| \| \| 7. \| Sergio Higuita \| EF Pro Cycling \| + 0" \| \| \| 8. \| Benoît Cosnefroy \| AG2R La Mondiale \| + 0" \| \| \| 9. \| Primož Roglič \| Jumbo-Visma \| + 0" \| \| \| 10. \| Guillaume Martin \| Cofidis \| + 0" \| \| |                    |                   |            |
| |                    |                   |            |
| Kilde: ProCyclingStats |                    |                   |            |
| Etaperesultat |                    |                   |            |
| Rytter | Rytter             | Hold              | Tid        |
| 1. | Wout van Aert      | Jumbo-Visma       | 5t 27' 42" |
| 2. | Daryl Impey        | Mitchelton-Scott  | + 0"       |
| 3. | Egan Bernal        | Team Ineos        | + 0"       |
| 4. | Alejandro Valverde | Movistar Team     | + 0"       |
| 5. | Tadej Pogačar      | UAE Team Emirates | + 0"       |
| 6. | Aleksej Lutsenko   | Astana            | + 0"       |
| 7. | Sergio Higuita     | EF Pro Cycling    | + 0"       |
| 8. | Benoît Cosnefroy   | AG2R La Mondiale  | + 0"       |
| 9. | Primož Roglič      | Jumbo-Visma       | + 0"       |
| 10. | Guillaume Martin   | Cofidis           | + 0"       |

| \| Samlede stilling \| Samlede stilling \| Samlede stilling \| Samlede stilling \| Samlede stilling \| \| Rytter \| Rytter \| Hold \| Tid \| \| \| ---------------- \| ------------------ \| ----------------- \| ---------------- \| ---------------- \| \| 1. \| Wout van Aert \| Jumbo-Visma \| 5t 27' 32" \| \| \| 2. \| Daryl Impey \| Mitchelton-Scott \| + 4" \| \| \| 3. \| Egan Bernal \| Team Ineos \| + 6" \| \| \| 4. \| Alejandro Valverde \| Movistar Team \| + 10" \| \| \| 5. \| Tadej Pogačar \| UAE Team Emirates \| + 10" \| \| \| 6. \| Aleksej Lutsenko \| Astana \| + 10" \| \| \| 7. \| Sergio Higuita \| EF Pro Cycling \| + 10" \| \| \| 8. \| Benoît Cosnefroy \| AG2R La Mondiale \| + 10" \| \| \| 9. \| Primož Roglič \| Jumbo-Visma \| + 10" \| \| \| 10. \| Guillaume Martin \| Cofidis \| + 10" \| \| |                    |                   |            |
| |                    |                   |            |
| Kilde: ProCyclingStats |                    |                   |            |
| Samlede stilling |                    |                   |            |
| Rytter | Rytter             | Hold              | Tid        |
| 1. | Wout van Aert      | Jumbo-Visma       | 5t 27' 32" |
| 2. | Daryl Impey        | Mitchelton-Scott  | + 4"       |
| 3. | Egan Bernal        | Team Ineos        | + 6"       |
| 4. | Alejandro Valverde | Movistar Team     | + 10"      |
| 5. | Tadej Pogačar      | UAE Team Emirates | + 10"      |
| 6. | Aleksej Lutsenko   | Astana            | + 10"      |
| 7. | Sergio Higuita     | EF Pro Cycling    | + 10"      |
| 8. | Benoît Cosnefroy   | AG2R La Mondiale  | + 10"      |
| 9. | Primož Roglič      | Jumbo-Visma       | + 10"      |
| 10. | Guillaume Martin   | Cofidis           | + 10"      |

### 2. etape
| \| Etaperesultat \| Etaperesultat \| Etaperesultat \| Etaperesultat \| Etaperesultat \| \| Rytter \| Rytter \| Hold \| Tid \| \| \| ------------- \| ------------------ \| --------------- \| ------------- \| ------------- \| \| 1. \| Primož Roglič \| Jumbo-Visma \| 3t 39' 40" \| \| \| 2. \| Thibaut Pinot \| Groupama-FDJ \| + 8" \| \| \| 3. \| Emanuel Buchmann \| Bora-Hansgrohe \| + 8" \| \| \| 4. \| Guillaume Martin \| Cofidis \| + 8" \| \| \| 5. \| Nairo Quintana \| Arkéa-Samsic \| + 10" \| \| \| 6. \| Miguel Ángel López \| Astana \| + 10" \| \| \| 7. \| Daniel Martínez \| EF Pro Cycling \| + 10" \| \| \| 8. \| Mikel Landa \| Bahrain McLaren \| + 10" \| \| \| 9. \| Richie Porte \| Trek-Segafredo \| + 10" \| \| \| 10. \| Egan Bernal \| Team Ineos \| + 10" \| \| |                    |                 |            |
| |                    |                 |            |
| Kilde: ProCyclingStats |                    |                 |            |
| Etaperesultat |                    |                 |            |
| Rytter | Rytter             | Hold            | Tid        |
| 1. | Primož Roglič      | Jumbo-Visma     | 3t 39' 40" |
| 2. | Thibaut Pinot      | Groupama-FDJ    | + 8"       |
| 3. | Emanuel Buchmann   | Bora-Hansgrohe  | + 8"       |
| 4. | Guillaume Martin   | Cofidis         | + 8"       |
| 5. | Nairo Quintana     | Arkéa-Samsic    | + 10"      |
| 6. | Miguel Ángel López | Astana          | + 10"      |
| 7. | Daniel Martínez    | EF Pro Cycling  | + 10"      |
| 8. | Mikel Landa        | Bahrain McLaren | + 10"      |
| 9. | Richie Porte       | Trek-Segafredo  | + 10"      |
| 10. | Egan Bernal        | Team Ineos      | + 10"      |

| \| Samlede stilling \| Samlede stilling \| Samlede stilling \| Samlede stilling \| Samlede stilling \| \| Rytter \| Rytter \| Hold \| Tid \| \| \| ---------------- \| ------------------ \| ---------------- \| ---------------- \| ---------------- \| \| 1. \| Primož Roglič \| Jumbo-Visma \| 9t 07' 12" \| \| \| 2. \| Thibaut Pinot \| Groupama-FDJ \| + 12" \| \| \| 3. \| Emanuel Buchmann \| Bora-Hansgrohe \| + 14" \| \| \| 4. \| Egan Bernal \| Team Ineos \| + 16" \| \| \| 5. \| Guillaume Martin \| Cofidis \| + 18" \| \| \| 6. \| Nairo Quintana \| Arkéa-Samsic \| + 20" \| \| \| 7. \| Richie Porte \| Trek-Segafredo \| + 20" \| \| \| 8. \| Mikel Landa \| Bahrain McLaren \| + 20" \| \| \| 9. \| Miguel Ángel López \| Astana \| + 20" \| \| \| 10. \| Daniel Martínez \| EF Pro Cycling \| + 20" \| \| |                    |                 |            |
| |                    |                 |            |
| Kilde: ProCyclingStats |                    |                 |            |
| Samlede stilling |                    |                 |            |
| Rytter | Rytter             | Hold            | Tid        |
| 1. | Primož Roglič      | Jumbo-Visma     | 9t 07' 12" |
| 2. | Thibaut Pinot      | Groupama-FDJ    | + 12"      |
| 3. | Emanuel Buchmann   | Bora-Hansgrohe  | + 14"      |
| 4. | Egan Bernal        | Team Ineos      | + 16"      |
| 5. | Guillaume Martin   | Cofidis         | + 18"      |
| 6. | Nairo Quintana     | Arkéa-Samsic    | + 20"      |
| 7. | Richie Porte       | Trek-Segafredo  | + 20"      |
| 8. | Mikel Landa        | Bahrain McLaren | + 20"      |
| 9. | Miguel Ángel López | Astana          | + 20"      |
| 10. | Daniel Martínez    | EF Pro Cycling  | + 20"      |

### 3. etape
| \| Etaperesultat \| Etaperesultat \| Etaperesultat \| Etaperesultat \| Etaperesultat \| \| Rytter \| Rytter \| Hold \| Tid \| \| \| ------------- \| ------------------ \| ----------------- \| ------------- \| ------------- \| \| 1. \| Davide Formolo \| UAE Team Emirates \| 4t 06' 56" \| \| \| 2. \| Primož Roglič \| Jumbo-Visma \| + 33" \| \| \| 3. \| Thibaut Pinot \| Groupama-FDJ \| + 33" \| \| \| 4. \| Emanuel Buchmann \| Bora-Hansgrohe \| + 33" \| \| \| 5. \| Daniel Martínez \| EF Pro Cycling \| + 33" \| \| \| 6. \| Mikel Landa \| Bahrain McLaren \| + 33" \| \| \| 7. \| Guillaume Martin \| Cofidis \| + 33" \| \| \| 8. \| Tadej Pogačar \| UAE Team Emirates \| + 33" \| \| \| 9. \| Pavel Sivakov \| Team Ineos \| + 39" \| \| \| 10. \| Miguel Ángel López \| Astana \| + 39" \| \| |                    |                   |            |
| |                    |                   |            |
| Kilde: ProCyclingStats |                    |                   |            |
| Etaperesultat |                    |                   |            |
| Rytter | Rytter             | Hold              | Tid        |
| 1. | Davide Formolo     | UAE Team Emirates | 4t 06' 56" |
| 2. | Primož Roglič      | Jumbo-Visma       | + 33"      |
| 3. | Thibaut Pinot      | Groupama-FDJ      | + 33"      |
| 4. | Emanuel Buchmann   | Bora-Hansgrohe    | + 33"      |
| 5. | Daniel Martínez    | EF Pro Cycling    | + 33"      |
| 6. | Mikel Landa        | Bahrain McLaren   | + 33"      |
| 7. | Guillaume Martin   | Cofidis           | + 33"      |
| 8. | Tadej Pogačar      | UAE Team Emirates | + 33"      |
| 9. | Pavel Sivakov      | Team Ineos        | + 39"      |
| 10. | Miguel Ángel López | Astana            | + 39"      |

| \| Samlede stilling \| Samlede stilling \| Samlede stilling \| Samlede stilling \| Samlede stilling \| \| Rytter \| Rytter \| Hold \| Tid \| \| \| ---------------- \| ------------------ \| ---------------- \| ---------------- \| ---------------- \| \| 1. \| Primož Roglič \| Jumbo-Visma \| 13t 14' 35" \| \| \| 2. \| Thibaut Pinot \| Groupama-FDJ \| + 14" \| \| \| 3. \| Emanuel Buchmann \| Bora-Hansgrohe \| + 20" \| \| \| 4. \| Guillaume Martin \| Cofidis \| + 24" \| \| \| 5. \| Mikel Landa \| Bahrain McLaren \| + 26" \| \| \| 6. \| Daniel Martínez \| EF Pro Cycling \| + 26" \| \| \| 7. \| Egan Bernal \| Team Ineos \| + 31" \| \| \| 8. \| Miguel Ángel López \| Astana \| + 32" \| \| \| 9. \| Nairo Quintana \| Arkéa-Samsic \| + 35" \| \| \| 10. \| Richie Porte \| Trek-Segafredo \| + 35" \| \| |                    |                 |             |
| |                    |                 |             |
| Kilde: ProCyclingStats |                    |                 |             |
| Samlede stilling |                    |                 |             |
| Rytter | Rytter             | Hold            | Tid         |
| 1. | Primož Roglič      | Jumbo-Visma     | 13t 14' 35" |
| 2. | Thibaut Pinot      | Groupama-FDJ    | + 14"       |
| 3. | Emanuel Buchmann   | Bora-Hansgrohe  | + 20"       |
| 4. | Guillaume Martin   | Cofidis         | + 24"       |
| 5. | Mikel Landa        | Bahrain McLaren | + 26"       |
| 6. | Daniel Martínez    | EF Pro Cycling  | + 26"       |
| 7. | Egan Bernal        | Team Ineos      | + 31"       |
| 8. | Miguel Ángel López | Astana          | + 32"       |
| 9. | Nairo Quintana     | Arkéa-Samsic    | + 35"       |
| 10. | Richie Porte       | Trek-Segafredo  | + 35"       |

### 4. etape
| \| Etaperesultat \| Etaperesultat \| Etaperesultat \| Etaperesultat \| Etaperesultat \| \| Rytter \| Rytter \| Hold \| Tid \| \| \| ------------- \| ------------------ \| --------------------- \| ------------- \| ------------- \| \| 1. \| Lennard Kämna \| Bora-Hansgrohe \| 4t 27' 56" \| \| \| 2. \| David de la Cruz \| UAE Team Emirates \| + 41" \| \| \| 3. \| Julian Alaphilippe \| Deceuninck-Quick Step \| + 56" \| \| \| 4. \| Jack Haig \| Mitchelton-Scott \| + 58" \| \| \| 5. \| Kenny Elissonde \| Trek-Segafredo \| + 1' 02" \| \| \| 6. \| Fausto Masnada \| CCC Team \| + 1' 10" \| \| \| 7. \| Michał Kwiatkowski \| Team Ineos \| + 1' 19" \| \| \| 8. \| Marc Hirschi \| Team Sunweb \| + 1' 43" \| \| \| 9. \| Thibaut Pinot \| Groupama-FDJ \| + 3' 01" \| \| \| 10. \| Primož Roglič \| Jumbo-Visma \| + 3' 01" \| \| |                    |                       |            |
| |                    |                       |            |
| Kilde: ProCyclingStats |                    |                       |            |
| Etaperesultat |                    |                       |            |
| Rytter | Rytter             | Hold                  | Tid        |
| 1. | Lennard Kämna      | Bora-Hansgrohe        | 4t 27' 56" |
| 2. | David de la Cruz   | UAE Team Emirates     | + 41"      |
| 3. | Julian Alaphilippe | Deceuninck-Quick Step | + 56"      |
| 4. | Jack Haig          | Mitchelton-Scott      | + 58"      |
| 5. | Kenny Elissonde    | Trek-Segafredo        | + 1' 02"   |
| 6. | Fausto Masnada     | CCC Team              | + 1' 10"   |
| 7. | Michał Kwiatkowski | Team Ineos            | + 1' 19"   |
| 8. | Marc Hirschi       | Team Sunweb           | + 1' 43"   |
| 9. | Thibaut Pinot      | Groupama-FDJ          | + 3' 01"   |
| 10. | Primož Roglič      | Jumbo-Visma           | + 3' 01"   |

| \| Samlede stilling \| Samlede stilling \| Samlede stilling \| Samlede stilling \| Samlede stilling \| \| Rytter \| Rytter \| Hold \| Tid \| \| \| ---------------- \| ------------------ \| ----------------- \| ---------------- \| ---------------- \| \| 1. \| Primož Roglič \| Jumbo-Visma \| 17t 45' 32" \| \| \| 2. \| Thibaut Pinot \| Groupama-FDJ \| + 14" \| \| \| 3. \| Guillaume Martin \| Cofidis \| + 24" \| \| \| 4. \| Mikel Landa \| Bahrain McLaren \| + 26" \| \| \| 5. \| Daniel Martínez \| EF Pro Cycling \| + 26" \| \| \| 6. \| Miguel Ángel López \| Astana \| + 32" \| \| \| 7. \| Nairo Quintana \| Arkéa-Samsic \| + 35" \| \| \| 8. \| Richie Porte \| Trek-Segafredo \| + 35" \| \| \| 9. \| Tadej Pogačar \| UAE Team Emirates \| + 1' 17" \| \| \| 10. \| Romain Bardet \| AG2R La Mondiale \| + 1' 24" \| \| |                    |                   |             |
| |                    |                   |             |
| Kilde: ProCyclingStats |                    |                   |             |
| Samlede stilling |                    |                   |             |
| Rytter | Rytter             | Hold              | Tid         |
| 1. | Primož Roglič      | Jumbo-Visma       | 17t 45' 32" |
| 2. | Thibaut Pinot      | Groupama-FDJ      | + 14"       |
| 3. | Guillaume Martin   | Cofidis           | + 24"       |
| 4. | Mikel Landa        | Bahrain McLaren   | + 26"       |
| 5. | Daniel Martínez    | EF Pro Cycling    | + 26"       |
| 6. | Miguel Ángel López | Astana            | + 32"       |
| 7. | Nairo Quintana     | Arkéa-Samsic      | + 35"       |
| 8. | Richie Porte       | Trek-Segafredo    | + 35"       |
| 9. | Tadej Pogačar      | UAE Team Emirates | + 1' 17"    |
| 10. | Romain Bardet      | AG2R La Mondiale  | + 1' 24"    |

### 5. etape
| \| Etaperesultat \| Etaperesultat \| Etaperesultat \| Etaperesultat \| Etaperesultat \| \| Rytter \| Rytter \| Hold \| Tid \| \| \| ------------- \| ---------------- \| ----------------- \| ------------- \| ------------- \| \| 1. \| Sepp Kuss \| Jumbo-Visma \| 3t 58' 39" \| \| \| 2. \| Daniel Martínez \| EF Pro Cycling \| + 27" \| \| \| 3. \| Tadej Pogačar \| UAE Team Emirates \| + 30" \| \| \| 4. \| Pavel Sivakov \| Team Ineos \| + 45" \| \| \| 5. \| Tom Dumoulin \| Jumbo-Visma \| + 51" \| \| \| 6. \| Lennard Kämna \| Bora-Hansgrohe \| + 51" \| \| \| 7. \| Thibaut Pinot \| Groupama-FDJ \| + 1' 02" \| \| \| 8. \| Guillaume Martin \| Cofidis \| + 1' 04" \| \| \| 9. \| Romain Bardet \| AG2R La Mondiale \| + 1' 06" \| \| \| 10. \| Warren Barguil \| Arkéa-Samsic \| + 1' 06" \| \| |                  |                   |            |
| |                  |                   |            |
| Kilde: ProCyclingStats |                  |                   |            |
| Etaperesultat |                  |                   |            |
| Rytter | Rytter           | Hold              | Tid        |
| 1. | Sepp Kuss        | Jumbo-Visma       | 3t 58' 39" |
| 2. | Daniel Martínez  | EF Pro Cycling    | + 27"      |
| 3. | Tadej Pogačar    | UAE Team Emirates | + 30"      |
| 4. | Pavel Sivakov    | Team Ineos        | + 45"      |
| 5. | Tom Dumoulin     | Jumbo-Visma       | + 51"      |
| 6. | Lennard Kämna    | Bora-Hansgrohe    | + 51"      |
| 7. | Thibaut Pinot    | Groupama-FDJ      | + 1' 02"   |
| 8. | Guillaume Martin | Cofidis           | + 1' 04"   |
| 9. | Romain Bardet    | AG2R La Mondiale  | + 1' 06"   |
| 10. | Warren Barguil   | Arkéa-Samsic      | + 1' 06"   |

## Hold og ryttere
| UCI WorldTeams (19)- AG2R La Mondiale - Astana - Bahrain McLaren - Bora-Hansgrohe - CCC Team - Cofidis - Deceuninck-Quick Step - EF Pro Cycling - Groupama-FDJ - Israel Start-Up Nation - Lotto Soudal - Mitchelton-Scott - Movistar Team - NTT Pro Cycling - Ineos - Jumbo-Visma - Team Sunweb - Trek-Segafredo - UAE Team Emirates UCI ProTeams (4)- Arkéa-Samsic - B&B Hotels-Vital Concept p/b KTM - Circus-Wanty Gobert - Total Direct Énergie |
| |

### Startliste
| Astana AST | Astana AST                        | Astana AST |
| ---------- | --------------------------------- | ---------- |
| Nr.        | Rytter                            | Placering  |
| 1          | Miguel Ángel López (COL)          | 5.         |
| 2          | Omar Fraile (ESP)                 | DNS-5      |
| 3          | Gorka Izagirre (ESP)              | 31.        |
| 4          | Merhawi Kudus (ERI)               | 81.        |
| 5          | Aleksej Lutsenko (KAZ) (landevej) | 35.        |
| 6          | Luis León Sánchez (ESP)           | 57.        |
| 7          | Nikita Stalnow (KAZ)              | 103.       |

| EF Pro Cycling EF1 | EF Pro Cycling EF1              | EF Pro Cycling EF1 |
| ------------------ | ------------------------------- | ------------------ |
| Nr.                | Rytter                          | Placering          |
| 11                 | Rigoberto Urán (COL)            | 22.                |
| 12                 | Hugh Carthy (GBR)               | 66.                |
| 13                 | Sergio Higuita (COL) (landevej) | 64.                |
| 14                 | Tanel Kangert (EST)             | 46.                |
| 15                 | Jens Keukeleire (BEL)           | 88.                |
| 16                 | Daniel Martínez (COL)           | 1.                 |
| 17                 | Tejay van Garderen (USA)        | 82.                |

| Bora-Hansgrohe BOH | Bora-Hansgrohe BOH        | Bora-Hansgrohe BOH |
| ------------------ | ------------------------- | ------------------ |
| Nr.                | Rytter                    | Placering          |
| 21                 | Emanuel Buchmann (GER)    | DNF-4              |
| 22                 | Felix Großschartner (AUT) | 61.                |
| 23                 | Lennard Kämna (GER)       | 8.                 |
| 24                 | Gregor Mühlberger (AUT)   | DNF-4              |
| 25                 | Daniel Oss (ITA)          | DNF-5              |
| 26                 | Peter Sagan (SVK)         | DNF-5              |
| 27                 | Andreas Schillinger (GER) | DNF-4              |

| Team Ineos INS | Team Ineos INS             | Team Ineos INS |
| -------------- | -------------------------- | -------------- |
| Nr.            | Rytter                     | Placering      |
| 31             | Egan Bernal (COL)          | DNS-4          |
| 32             | Jonathan Castroviejo (ESP) | 43.            |
| 33             | Chris Froome (GBR)         | 71.            |
| 34             | Michał Kwiatkowski (POL)   | DNF-5          |
| 35             | Pavel Sivakov (RUS)        | 11.            |
| 36             | Geraint Thomas (GBR)       | 37.            |
| 37             | Dylan van Baarle (NED)     | 45.            |

| Groupama-FDJ GFC | Groupama-FDJ GFC                       | Groupama-FDJ GFC |
| ---------------- | -------------------------------------- | ---------------- |
| Nr.              | Rytter                                 | Placering        |
| 41               | Thibaut Pinot (FRA)                    | 2.               |
| 42               | Bruno Armirail (FRA)                   | 67.              |
| 43               | Antoine Duchesne (CAN)                 | DNF-4            |
| 44               | Stefan Küng (SUI)                      | 41.              |
| 45               | Matthieu Ladagnous (FRA)               | 102.             |
| 46               | Valentin Madouas (FRA)                 | 21.              |
| 47               | Sébastien Reichenbach (SUI) (landevej) | 13.              |

| Deceuninck-Quick Step DQT | Deceuninck-Quick Step DQT    | Deceuninck-Quick Step DQT |
| ------------------------- | ---------------------------- | ------------------------- |
| Nr.                       | Rytter                       | Placering                 |
| 51                        | Julian Alaphilippe (FRA)     | 24.                       |
| 52                        | Kasper Asgreen (DEN)         | 99.                       |
| 53                        | Rémi Cavagna (FRA)           | 100.                      |
| 54                        | Tim Declercq (BEL)           | 104.                      |
| 55                        | Bob Jungels (LUX) (landevej) | 42.                       |
| 56                        | James Knox (GBR)             | 76.                       |
| 57                        | Mauri Vansevenant (BEL)      | DNS-2                     |

| Jumbo-Visma TJV | Jumbo-Visma TJV                | Jumbo-Visma TJV |
| --------------- | ------------------------------ | --------------- |
| Nr.             | Rytter                         | Placering       |
| 61              | Primož Roglič (SLO) (landevej) | DNS-5           |
| 62              | Tom Dumoulin (NED)             | 7.              |
| 63              | Robert Gesink (NED)            | 56.             |
| 64              | Steven Kruijswijk (NED)        | DNF-4           |
| 65              | Sepp Kuss (USA)                | 10.             |
| 66              | Tony Martin (GER)              | HD-5            |
| 67              | Wout van Aert (BEL)            | 32.             |

| AG2R La Mondiale ALM | AG2R La Mondiale ALM         | AG2R La Mondiale ALM |
| -------------------- | ---------------------------- | -------------------- |
| Nr.                  | Rytter                       | Placering            |
| 71                   | Romain Bardet (FRA)          | 6.                   |
| 72                   | Mikaël Cherel (FRA)          | 36.                  |
| 73                   | Benoît Cosnefroy (FRA)       | DNS-5                |
| 74                   | Tony Gallopin (FRA)          | 85.                  |
| 75                   | Pierre Latour (FRA)          | 70.                  |
| 76                   | Aurélien Paret-Peintre (FRA) | 68.                  |
| 77                   | Nans Peters (FRA)            | 65.                  |

| UAE Team Emirates UAD | UAE Team Emirates UAD      | UAE Team Emirates UAD |
| --------------------- | -------------------------- | --------------------- |
| Nr.                   | Rytter                     | Placering             |
| 81                    | Tadej Pogačar (SLO)        | 4.                    |
| 82                    | Sven Erik Bystrøm (NOR)    | DNF-4                 |
| 83                    | David de la Cruz (ESP)     | 25.                   |
| 84                    | Davide Formolo (ITA)       | 26.                   |
| 85                    | Alexander Kristoff (NOR)   | HD-5                  |
| 86                    | Vegard Stake Laengen (NOR) | 69.                   |
| 87                    | Jan Polanc (SLO)           | 47.                   |

| Movistar Team MOV | Movistar Team MOV                   | Movistar Team MOV |
| ----------------- | ----------------------------------- | ----------------- |
| Nr.               | Rytter                              | Placering         |
| 91                | Alejandro Valverde (ESP) (landevej) | 12.               |
| 92                | Enric Mas (ESP)                     | 20.               |
| 93                | Nelson Oliveira (POR)               | DNF-4             |
| 94                | Antonio Pedrero (ESP)               | 48.               |
| 95                | José Joaquín Rojas (ESP)            | 83.               |
| 96                | Marc Soler (ESP)                    | DNF-5             |
| 97                | Carlos Verona (ESP)                 | 62.               |

| Mitchelton-Scott MTS | Mitchelton-Scott MTS          | Mitchelton-Scott MTS |
| -------------------- | ----------------------------- | -------------------- |
| Nr.                  | Rytter                        | Placering            |
| 101                  | Adam Yates (GBR)              | 17.                  |
| 102                  | Brent Bookwalter (USA)        | 77.                  |
| 103                  | Jack Haig (AUS)               | 27.                  |
| 104                  | Damien Howson (AUS)           | DNF-5                |
| 105                  | Daryl Impey (RSA)             | 89.                  |
| 106                  | Christopher Juul-Jensen (DEN) | 95.                  |
| 107                  | Nick Schultz (AUS)            | DNF-5                |

| Trek-Segafredo TFS | Trek-Segafredo TFS     | Trek-Segafredo TFS |
| ------------------ | ---------------------- | ------------------ |
| Nr.                | Rytter                 | Placering          |
| 111                | Richie Porte (AUS)     | 15.                |
| 112                | Niklas Eg (DEN)        | 51.                |
| 113                | Kenny Elissonde (FRA)  | 16.                |
| 114                | Juan Pedro López (ESP) | DNS-3              |
| 115                | Michel Ries (LUX)      | 72.                |
| 116                | Toms Skujiņš (LAT)     | 63.                |
| 117                | Pieter Weening (NED)   | 94.                |

| Team Sunweb SUN | Team Sunweb SUN            | Team Sunweb SUN |
| --------------- | -------------------------- | --------------- |
| Nr.             | Rytter                     | Placering       |
| 121             | Tiesj Benoot (BEL)         | DNF-3           |
| 122             | Nikias Arndt (GER)         | 96.             |
| 123             | Mark Donovan (GBR)         | 59.             |
| 124             | Marc Hirschi (SUI)         | 23.             |
| 125             | Søren Kragh Andersen (DEN) | 80.             |
| 126             | Nicolas Roche (IRL)        | 39.             |
| 127             | Jasha Sütterlin (GER)      | 98.             |

| Arkéa-Samsic ARK | Arkéa-Samsic ARK                | Arkéa-Samsic ARK |
| ---------------- | ------------------------------- | ---------------- |
| Nr.              | Rytter                          | Placering        |
| 131              | Nairo Quintana (COL)            | DNF-5            |
| 132              | Winner Anacona (COL)            | DNF-5            |
| 133              | Warren Barguil (FRA) (landevej) | 9.               |
| 134              | Maxime Bouet (FRA)              | DNF-5            |
| 135              | Dayer Quintana (COL)            | DNF-5            |
| 136              | Diego Rosa (ITA)                | DNF-5            |
| 137              | Clément Russo (FRA)             | HD-5             |

| NTT Pro Cycling NTT | NTT Pro Cycling NTT        | NTT Pro Cycling NTT |
| ------------------- | -------------------------- | ------------------- |
| Nr.                 | Rytter                     | Placering           |
| 141                 | Roman Kreuziger (CZE)      | DNF-5               |
| 142                 | Michael Gogl (AUT)         | DNF-5               |
| 143                 | Edvald Boasson Hagen (NOR) | DNF-5               |
| 144                 | Michael Valgren (DEN)      | DNF-5               |
| 145                 | Louis Meintjes (RSA)       | 49.                 |
| 146                 | Ben O'Connor (AUS)         | 92.                 |
| 147                 | Domenico Pozzovivo (ITA)   | 40.                 |

| Bahrain McLaren TBM | Bahrain McLaren TBM   | Bahrain McLaren TBM |
| ------------------- | --------------------- | ------------------- |
| Nr.                 | Rytter                | Placering           |
| 151                 | Mikel Landa (ESP)     | 18.                 |
| 152                 | Pello Bilbao (ESP)    | 33.                 |
| 153                 | Damiano Caruso (ITA)  | 29.                 |
| 154                 | Sonny Colbrelli (ITA) | 101.                |
| 155                 | Matej Mohorič (SLO)   | 55.                 |
| 156                 | Dylan Teuns (BEL)     | 91.                 |
| 157                 | Rafael Valls (ESP)    | 52.                 |

| Cofidis COF | Cofidis COF               | Cofidis COF |
| ----------- | ------------------------- | ----------- |
| Nr.         | Rytter                    | Placering   |
| 161         | Guillaume Martin (FRA)    | 3.          |
| 162         | Nicolas Edet (FRA)        | 34.         |
| 163         | Victor Lafay (FRA)        | 75.         |
| 164         | Luis Ángel Maté (ESP)     | 86.         |
| 165         | Anthony Perez (FRA)       | 73.         |
| 166         | Pierre-Luc Périchon (FRA) | DNF-5       |
| 167         | Stéphane Rossetto (FRA)   | 44.         |

| Israel Start-Up Nation ISN | Israel Start-Up Nation ISN | Israel Start-Up Nation ISN |
| -------------------------- | -------------------------- | -------------------------- |
| Nr.                        | Rytter                     | Placering                  |
| 171                        | Daniel Martin (IRL)        | DNS-3                      |
| 172                        | André Greipel (GER)        | DNF-4                      |
| 173                        | Hugo Hofstetter (FRA)      | 93.                        |
| 174                        | Krists Neilands (LAT)      | 60.                        |
| 175                        | Guy Niv (ISR)              | 97.                        |
| 176                        | Nils Politt (GER)          | DNS-4                      |
| 177                        | Mads Würtz Schmidt (DEN)   | 74.                        |

| Lotto-Soudal LTS | Lotto-Soudal LTS         | Lotto-Soudal LTS |
| ---------------- | ------------------------ | ---------------- |
| Nr.              | Rytter                   | Placering        |
| 181              | Carl Fredrik Hagen (NOR) | 30.              |
| 182              | Sander Armée (BEL)       | DNF-5            |
| 183              | Thomas De Gendt (BEL)    | 58.              |
| 184              | Rémy Mertz (BEL)         | DNF-5            |
| 185              | Brent Van Moer (BEL)     | DNF-1            |
| 186              | Harm Vanhoucke (BEL)     | 50.              |
| 187              | Jelle Wallays (BEL)      | DNF-4            |

| Total Direct Énergie TDE | Total Direct Énergie TDE | Total Direct Énergie TDE |
| ------------------------ | ------------------------ | ------------------------ |
| Nr.                      | Rytter                   | Placering                |
| 191                      | Rein Taaramäe (EST)      | DNF-5                    |
| 192                      | Niccolò Bonifazio (ITA)  | DNF-1                    |
| 193                      | Mathieu Burgaudeau (FRA) | DNF-3                    |
| 194                      | Jérôme Cousin (FRA)      | HD-2                     |
| 195                      | Fabien Grellier (FRA)    | DNF-5                    |
| 196                      | Romain Sicard (FRA)      | 38.                      |
| 197                      | Geoffrey Soupe (FRA)     | HD-5                     |

| CCC Team CCC | CCC Team CCC             | CCC Team CCC |
| ------------ | ------------------------ | ------------ |
| Nr.          | Rytter                   | Placering    |
| 201          | Fausto Masnada (ITA)     | 28.          |
| 202          | Will Barta (USA)         | 53.          |
| 203          | Víctor de la Parte (ESP) | 19.          |
| 204          | Jan Hirt (CZE)           | DNF-1        |
| 205          | Pavel Kotjetkov (RUS)    | 78.          |
| 206          | Michael Schär (SUI)      | 90.          |
| 207          | Łukasz Wiśniowski (POL)  | DNF-5        |

| Circus-Wanty Gobert CWG | Circus-Wanty Gobert CWG | Circus-Wanty Gobert CWG |
| ----------------------- | ----------------------- | ----------------------- |
| Nr.                     | Rytter                  | Placering               |
| 211                     | Jan Bakelants (BEL)     | 54.                     |
| 212                     | Jeremy Bellicaud (FRA)  | DNF-4                   |
| 213                     | Thomas Degand (BEL)     | 79.                     |
| 214                     | Fabien Doubey (FRA)     | 84.                     |
| 215                     | Alexander Evans (AUS)   | HD-5                    |
| 216                     | Quinten Hermans (BEL)   | DNF-1                   |
| 217                     | Xandro Meurisse (BEL)   | DNF-5                   |

| B&B Hotels-Vital Concept p/b KTM BVC | B&B Hotels-Vital Concept p/b KTM BVC | B&B Hotels-Vital Concept p/b KTM BVC |
| ------------------------------------ | ------------------------------------ | ------------------------------------ |
| Nr.                                  | Rytter                               | Placering                            |
| 221                                  | Pierre Rolland (FRA)                 | 14.                                  |
| 222                                  | Maxime Chevalier (FRA)               | HD-5                                 |
| 223                                  | Arnaud Courteille (FRA)              | 105.                                 |
| 224                                  | Cyril Gautier (FRA)                  | 87.                                  |
| 225                                  | Quentin Pacher (FRA)                 | DNF-3                                |
| 226                                  | Sebastian Schönberger (AUT)          | HD-5                                 |
| 227                                  | Tom-Jelte Slagter (NED)              | 106.                                 |

| Astana AST | Astana AST                        | Astana AST |
| ---------- | --------------------------------- | ---------- |
| Nr.        | Rytter                            | Placering  |
| 1          | Miguel Ángel López (COL)          | 5.         |
| 2          | Omar Fraile (ESP)                 | DNS-5      |
| 3          | Gorka Izagirre (ESP)              | 31.        |
| 4          | Merhawi Kudus (ERI)               | 81.        |
| 5          | Aleksej Lutsenko (KAZ) (landevej) | 35.        |
| 6          | Luis León Sánchez (ESP)           | 57.        |
| 7          | Nikita Stalnow (KAZ)              | 103.       |

| EF Pro Cycling EF1 | EF Pro Cycling EF1              | EF Pro Cycling EF1 |
| ------------------ | ------------------------------- | ------------------ |
| Nr.                | Rytter                          | Placering          |
| 11                 | Rigoberto Urán (COL)            | 22.                |
| 12                 | Hugh Carthy (GBR)               | 66.                |
| 13                 | Sergio Higuita (COL) (landevej) | 64.                |
| 14                 | Tanel Kangert (EST)             | 46.                |
| 15                 | Jens Keukeleire (BEL)           | 88.                |
| 16                 | Daniel Martínez (COL)           | 1.                 |
| 17                 | Tejay van Garderen (USA)        | 82.                |

| Bora-Hansgrohe BOH | Bora-Hansgrohe BOH        | Bora-Hansgrohe BOH |
| ------------------ | ------------------------- | ------------------ |
| Nr.                | Rytter                    | Placering          |
| 21                 | Emanuel Buchmann (GER)    | DNF-4              |
| 22                 | Felix Großschartner (AUT) | 61.                |
| 23                 | Lennard Kämna (GER)       | 8.                 |
| 24                 | Gregor Mühlberger (AUT)   | DNF-4              |
| 25                 | Daniel Oss (ITA)          | DNF-5              |
| 26                 | Peter Sagan (SVK)         | DNF-5              |
| 27                 | Andreas Schillinger (GER) | DNF-4              |

| Team Ineos INS | Team Ineos INS             | Team Ineos INS |
| -------------- | -------------------------- | -------------- |
| Nr.            | Rytter                     | Placering      |
| 31             | Egan Bernal (COL)          | DNS-4          |
| 32             | Jonathan Castroviejo (ESP) | 43.            |
| 33             | Chris Froome (GBR)         | 71.            |
| 34             | Michał Kwiatkowski (POL)   | DNF-5          |
| 35             | Pavel Sivakov (RUS)        | 11.            |
| 36             | Geraint Thomas (GBR)       | 37.            |
| 37             | Dylan van Baarle (NED)     | 45.            |

| Groupama-FDJ GFC | Groupama-FDJ GFC                       | Groupama-FDJ GFC |
| ---------------- | -------------------------------------- | ---------------- |
| Nr.              | Rytter                                 | Placering        |
| 41               | Thibaut Pinot (FRA)                    | 2.               |
| 42               | Bruno Armirail (FRA)                   | 67.              |
| 43               | Antoine Duchesne (CAN)                 | DNF-4            |
| 44               | Stefan Küng (SUI)                      | 41.              |
| 45               | Matthieu Ladagnous (FRA)               | 102.             |
| 46               | Valentin Madouas (FRA)                 | 21.              |
| 47               | Sébastien Reichenbach (SUI) (landevej) | 13.              |

| Deceuninck-Quick Step DQT | Deceuninck-Quick Step DQT    | Deceuninck-Quick Step DQT |
| ------------------------- | ---------------------------- | ------------------------- |
| Nr.                       | Rytter                       | Placering                 |
| 51                        | Julian Alaphilippe (FRA)     | 24.                       |
| 52                        | Kasper Asgreen (DEN)         | 99.                       |
| 53                        | Rémi Cavagna (FRA)           | 100.                      |
| 54                        | Tim Declercq (BEL)           | 104.                      |
| 55                        | Bob Jungels (LUX) (landevej) | 42.                       |
| 56                        | James Knox (GBR)             | 76.                       |
| 57                        | Mauri Vansevenant (BEL)      | DNS-2                     |

| Jumbo-Visma TJV | Jumbo-Visma TJV                | Jumbo-Visma TJV |
| --------------- | ------------------------------ | --------------- |
| Nr.             | Rytter                         | Placering       |
| 61              | Primož Roglič (SLO) (landevej) | DNS-5           |
| 62              | Tom Dumoulin (NED)             | 7.              |
| 63              | Robert Gesink (NED)            | 56.             |
| 64              | Steven Kruijswijk (NED)        | DNF-4           |
| 65              | Sepp Kuss (USA)                | 10.             |
| 66              | Tony Martin (GER)              | HD-5            |
| 67              | Wout van Aert (BEL)            | 32.             |

| AG2R La Mondiale ALM | AG2R La Mondiale ALM         | AG2R La Mondiale ALM |
| -------------------- | ---------------------------- | -------------------- |
| Nr.                  | Rytter                       | Placering            |
| 71                   | Romain Bardet (FRA)          | 6.                   |
| 72                   | Mikaël Cherel (FRA)          | 36.                  |
| 73                   | Benoît Cosnefroy (FRA)       | DNS-5                |
| 74                   | Tony Gallopin (FRA)          | 85.                  |
| 75                   | Pierre Latour (FRA)          | 70.                  |
| 76                   | Aurélien Paret-Peintre (FRA) | 68.                  |
| 77                   | Nans Peters (FRA)            | 65.                  |

| UAE Team Emirates UAD | UAE Team Emirates UAD      | UAE Team Emirates UAD |
| --------------------- | -------------------------- | --------------------- |
| Nr.                   | Rytter                     | Placering             |
| 81                    | Tadej Pogačar (SLO)        | 4.                    |
| 82                    | Sven Erik Bystrøm (NOR)    | DNF-4                 |
| 83                    | David de la Cruz (ESP)     | 25.                   |
| 84                    | Davide Formolo (ITA)       | 26.                   |
| 85                    | Alexander Kristoff (NOR)   | HD-5                  |
| 86                    | Vegard Stake Laengen (NOR) | 69.                   |
| 87                    | Jan Polanc (SLO)           | 47.                   |

| Movistar Team MOV | Movistar Team MOV                   | Movistar Team MOV |
| ----------------- | ----------------------------------- | ----------------- |
| Nr.               | Rytter                              | Placering         |
| 91                | Alejandro Valverde (ESP) (landevej) | 12.               |
| 92                | Enric Mas (ESP)                     | 20.               |
| 93                | Nelson Oliveira (POR)               | DNF-4             |
| 94                | Antonio Pedrero (ESP)               | 48.               |
| 95                | José Joaquín Rojas (ESP)            | 83.               |
| 96                | Marc Soler (ESP)                    | DNF-5             |
| 97                | Carlos Verona (ESP)                 | 62.               |

| Mitchelton-Scott MTS | Mitchelton-Scott MTS          | Mitchelton-Scott MTS |
| -------------------- | ----------------------------- | -------------------- |
| Nr.                  | Rytter                        | Placering            |
| 101                  | Adam Yates (GBR)              | 17.                  |
| 102                  | Brent Bookwalter (USA)        | 77.                  |
| 103                  | Jack Haig (AUS)               | 27.                  |
| 104                  | Damien Howson (AUS)           | DNF-5                |
| 105                  | Daryl Impey (RSA)             | 89.                  |
| 106                  | Christopher Juul-Jensen (DEN) | 95.                  |
| 107                  | Nick Schultz (AUS)            | DNF-5                |

| Trek-Segafredo TFS | Trek-Segafredo TFS     | Trek-Segafredo TFS |
| ------------------ | ---------------------- | ------------------ |
| Nr.                | Rytter                 | Placering          |
| 111                | Richie Porte (AUS)     | 15.                |
| 112                | Niklas Eg (DEN)        | 51.                |
| 113                | Kenny Elissonde (FRA)  | 16.                |
| 114                | Juan Pedro López (ESP) | DNS-3              |
| 115                | Michel Ries (LUX)      | 72.                |
| 116                | Toms Skujiņš (LAT)     | 63.                |
| 117                | Pieter Weening (NED)   | 94.                |

| Team Sunweb SUN | Team Sunweb SUN            | Team Sunweb SUN |
| --------------- | -------------------------- | --------------- |
| Nr.             | Rytter                     | Placering       |
| 121             | Tiesj Benoot (BEL)         | DNF-3           |
| 122             | Nikias Arndt (GER)         | 96.             |
| 123             | Mark Donovan (GBR)         | 59.             |
| 124             | Marc Hirschi (SUI)         | 23.             |
| 125             | Søren Kragh Andersen (DEN) | 80.             |
| 126             | Nicolas Roche (IRL)        | 39.             |
| 127             | Jasha Sütterlin (GER)      | 98.             |

| Arkéa-Samsic ARK | Arkéa-Samsic ARK                | Arkéa-Samsic ARK |
| ---------------- | ------------------------------- | ---------------- |
| Nr.              | Rytter                          | Placering        |
| 131              | Nairo Quintana (COL)            | DNF-5            |
| 132              | Winner Anacona (COL)            | DNF-5            |
| 133              | Warren Barguil (FRA) (landevej) | 9.               |
| 134              | Maxime Bouet (FRA)              | DNF-5            |
| 135              | Dayer Quintana (COL)            | DNF-5            |
| 136              | Diego Rosa (ITA)                | DNF-5            |
| 137              | Clément Russo (FRA)             | HD-5             |

| NTT Pro Cycling NTT | NTT Pro Cycling NTT        | NTT Pro Cycling NTT |
| ------------------- | -------------------------- | ------------------- |
| Nr.                 | Rytter                     | Placering           |
| 141                 | Roman Kreuziger (CZE)      | DNF-5               |
| 142                 | Michael Gogl (AUT)         | DNF-5               |
| 143                 | Edvald Boasson Hagen (NOR) | DNF-5               |
| 144                 | Michael Valgren (DEN)      | DNF-5               |
| 145                 | Louis Meintjes (RSA)       | 49.                 |
| 146                 | Ben O'Connor (AUS)         | 92.                 |
| 147                 | Domenico Pozzovivo (ITA)   | 40.                 |

| Bahrain McLaren TBM | Bahrain McLaren TBM   | Bahrain McLaren TBM |
| ------------------- | --------------------- | ------------------- |
| Nr.                 | Rytter                | Placering           |
| 151                 | Mikel Landa (ESP)     | 18.                 |
| 152                 | Pello Bilbao (ESP)    | 33.                 |
| 153                 | Damiano Caruso (ITA)  | 29.                 |
| 154                 | Sonny Colbrelli (ITA) | 101.                |
| 155                 | Matej Mohorič (SLO)   | 55.                 |
| 156                 | Dylan Teuns (BEL)     | 91.                 |
| 157                 | Rafael Valls (ESP)    | 52.                 |

| Cofidis COF | Cofidis COF               | Cofidis COF |
| ----------- | ------------------------- | ----------- |
| Nr.         | Rytter                    | Placering   |
| 161         | Guillaume Martin (FRA)    | 3.          |
| 162         | Nicolas Edet (FRA)        | 34.         |
| 163         | Victor Lafay (FRA)        | 75.         |
| 164         | Luis Ángel Maté (ESP)     | 86.         |
| 165         | Anthony Perez (FRA)       | 73.         |
| 166         | Pierre-Luc Périchon (FRA) | DNF-5       |
| 167         | Stéphane Rossetto (FRA)   | 44.         |

| Israel Start-Up Nation ISN | Israel Start-Up Nation ISN | Israel Start-Up Nation ISN |
| -------------------------- | -------------------------- | -------------------------- |
| Nr.                        | Rytter                     | Placering                  |
| 171                        | Daniel Martin (IRL)        | DNS-3                      |
| 172                        | André Greipel (GER)        | DNF-4                      |
| 173                        | Hugo Hofstetter (FRA)      | 93.                        |
| 174                        | Krists Neilands (LAT)      | 60.                        |
| 175                        | Guy Niv (ISR)              | 97.                        |
| 176                        | Nils Politt (GER)          | DNS-4                      |
| 177                        | Mads Würtz Schmidt (DEN)   | 74.                        |

| Lotto-Soudal LTS | Lotto-Soudal LTS         | Lotto-Soudal LTS |
| ---------------- | ------------------------ | ---------------- |
| Nr.              | Rytter                   | Placering        |
| 181              | Carl Fredrik Hagen (NOR) | 30.              |
| 182              | Sander Armée (BEL)       | DNF-5            |
| 183              | Thomas De Gendt (BEL)    | 58.              |
| 184              | Rémy Mertz (BEL)         | DNF-5            |
| 185              | Brent Van Moer (BEL)     | DNF-1            |
| 186              | Harm Vanhoucke (BEL)     | 50.              |
| 187              | Jelle Wallays (BEL)      | DNF-4            |

| Total Direct Énergie TDE | Total Direct Énergie TDE | Total Direct Énergie TDE |
| ------------------------ | ------------------------ | ------------------------ |
| Nr.                      | Rytter                   | Placering                |
| 191                      | Rein Taaramäe (EST)      | DNF-5                    |
| 192                      | Niccolò Bonifazio (ITA)  | DNF-1                    |
| 193                      | Mathieu Burgaudeau (FRA) | DNF-3                    |
| 194                      | Jérôme Cousin (FRA)      | HD-2                     |
| 195                      | Fabien Grellier (FRA)    | DNF-5                    |
| 196                      | Romain Sicard (FRA)      | 38.                      |
| 197                      | Geoffrey Soupe (FRA)     | HD-5                     |

| CCC Team CCC | CCC Team CCC             | CCC Team CCC |
| ------------ | ------------------------ | ------------ |
| Nr.          | Rytter                   | Placering    |
| 201          | Fausto Masnada (ITA)     | 28.          |
| 202          | Will Barta (USA)         | 53.          |
| 203          | Víctor de la Parte (ESP) | 19.          |
| 204          | Jan Hirt (CZE)           | DNF-1        |
| 205          | Pavel Kotjetkov (RUS)    | 78.          |
| 206          | Michael Schär (SUI)      | 90.          |
| 207          | Łukasz Wiśniowski (POL)  | DNF-5        |

| Circus-Wanty Gobert CWG | Circus-Wanty Gobert CWG | Circus-Wanty Gobert CWG |
| ----------------------- | ----------------------- | ----------------------- |
| Nr.                     | Rytter                  | Placering               |
| 211                     | Jan Bakelants (BEL)     | 54.                     |
| 212                     | Jeremy Bellicaud (FRA)  | DNF-4                   |
| 213                     | Thomas Degand (BEL)     | 79.                     |
| 214                     | Fabien Doubey (FRA)     | 84.                     |
| 215                     | Alexander Evans (AUS)   | HD-5                    |
| 216                     | Quinten Hermans (BEL)   | DNF-1                   |
| 217                     | Xandro Meurisse (BEL)   | DNF-5                   |

| B&B Hotels-Vital Concept p/b KTM BVC | B&B Hotels-Vital Concept p/b KTM BVC | B&B Hotels-Vital Concept p/b KTM BVC |
| ------------------------------------ | ------------------------------------ | ------------------------------------ |
| Nr.                                  | Rytter                               | Placering                            |
| 221                                  | Pierre Rolland (FRA)                 | 14.                                  |
| 222                                  | Maxime Chevalier (FRA)               | HD-5                                 |
| 223                                  | Arnaud Courteille (FRA)              | 105.                                 |
| 224                                  | Cyril Gautier (FRA)                  | 87.                                  |
| 225                                  | Quentin Pacher (FRA)                 | DNF-3                                |
| 226                                  | Sebastian Schönberger (AUT)          | HD-5                                 |
| 227                                  | Tom-Jelte Slagter (NED)              | 106.                                 |

## Resultater
| \| Samlede stilling \| Samlede stilling \| Samlede stilling \| Samlede stilling \| Samlede stilling \| \| Rytter \| Rytter \| Hold \| Tid \| \| \| ---------------- \| ------------------ \| ----------------- \| ---------------- \| ---------------- \| \| 1. \| Daniel Martínez \| EF Pro Cycling \| 21t 44' 58" \| \| \| 2. \| Thibaut Pinot \| Groupama-FDJ \| + 29" \| \| \| 3. \| Guillaume Martin \| Cofidis \| + 41" \| \| \| 4. \| Tadej Pogačar \| UAE Team Emirates \| + 56" \| \| \| 5. \| Miguel Ángel López \| Astana \| + 1' 38" \| \| \| 6. \| Romain Bardet \| AG2R La Mondiale \| + 1' 43" \| \| \| 7. \| Tom Dumoulin \| Jumbo-Visma \| + 2' 07" \| \| \| 8. \| Lennard Kämna \| Bora-Hansgrohe \| + 2' 14" \| \| \| 9. \| Warren Barguil \| Arkéa-Samsic \| + 2' 49" \| \| \| 10. \| Sepp Kuss \| Jumbo-Visma \| + 2' 55" \| \| |                    |                   |             |
| |                    |                   |             |
| Kilde: ProCyclingStats |                    |                   |             |
| Samlede stilling |                    |                   |             |
| Rytter | Rytter             | Hold              | Tid         |
| 1. | Daniel Martínez    | EF Pro Cycling    | 21t 44' 58" |
| 2. | Thibaut Pinot      | Groupama-FDJ      | + 29"       |
| 3. | Guillaume Martin   | Cofidis           | + 41"       |
| 4. | Tadej Pogačar      | UAE Team Emirates | + 56"       |
| 5. | Miguel Ángel López | Astana            | + 1' 38"    |
| 6. | Romain Bardet      | AG2R La Mondiale  | + 1' 43"    |
| 7. | Tom Dumoulin       | Jumbo-Visma       | + 2' 07"    |
| 8. | Lennard Kämna      | Bora-Hansgrohe    | + 2' 14"    |
| 9. | Warren Barguil     | Arkéa-Samsic      | + 2' 49"    |
| 10. | Sepp Kuss          | Jumbo-Visma       | + 2' 55"    |

| Samlede stilling | Samlede stilling   | Samlede stilling  | Samlede stilling | Samlede stilling |
| Rytter           | Rytter             | Hold              | Tid              |                  |
| ---------------- | ------------------ | ----------------- | ---------------- | ---------------- |
| 1.               | Daniel Martínez    | EF Pro Cycling    | 21t 44' 58"      |                  |
| 2.               | Thibaut Pinot      | Groupama-FDJ      | + 29"            |                  |
| 3.               | Guillaume Martin   | Cofidis           | + 41"            |                  |
| 4.               | Tadej Pogačar      | UAE Team Emirates | + 56"            |                  |
| 5.               | Miguel Ángel López | Astana            | + 1' 38"         |                  |
| 6.               | Romain Bardet      | AG2R La Mondiale  | + 1' 43"         |                  |
| 7.               | Tom Dumoulin       | Jumbo-Visma       | + 2' 07"         |                  |
| 8.               | Lennard Kämna      | Bora-Hansgrohe    | + 2' 14"         |                  |
| 9.               | Warren Barguil     | Arkéa-Samsic      | + 2' 49"         |                  |
| 10.              | Sepp Kuss          | Jumbo-Visma       | + 2' 55"         |                  |

| Pointkonkurrence | Pointkonkurrence   | Pointkonkurrence  | Pointkonkurrence | Pointkonkurrence |
| Rytter           | Rytter             | Hold              | Point            |                  |
| ---------------- | ------------------ | ----------------- | ---------------- | ---------------- |
| 1.               | Wout van Aert      | Jumbo-Visma       | 29 point         |                  |
| 2.               | Tadej Pogačar      | UAE Team Emirates | 29 point         |                  |
| 3.               | Thibaut Pinot      | Groupama-FDJ      | 28 point         |                  |
| 4.               | Daniel Martínez    | EF Pro Cycling    | 22 point         |                  |
| 5.               | Daryl Impey        | Mitchelton-Scott  | 22 point         |                  |
| 6.               | Guillaume Martin   | Cofidis           | 21 point         |                  |
| 7.               | Lennard Kämna      | Bora-Hansgrohe    | 20 point         |                  |
| 8.               | Pavel Sivakov      | Team Ineos        | 20 point         |                  |
| 9.               | Davide Formolo     | UAE Team Emirates | 19 point         |                  |
| 10.              | Alejandro Valverde | Movistar Team     | 18 point         |                  |

| Pointkonkurrence | Pointkonkurrence   | Pointkonkurrence  | Pointkonkurrence | Pointkonkurrence |
| Rytter           | Rytter             | Hold              | Point            |                  |
| ---------------- | ------------------ | ----------------- | ---------------- | ---------------- |
| 1.               | Wout van Aert      | Jumbo-Visma       | 29 point         |                  |
| 2.               | Tadej Pogačar      | UAE Team Emirates | 29 point         |                  |
| 3.               | Thibaut Pinot      | Groupama-FDJ      | 28 point         |                  |
| 4.               | Daniel Martínez    | EF Pro Cycling    | 22 point         |                  |
| 5.               | Daryl Impey        | Mitchelton-Scott  | 22 point         |                  |
| 6.               | Guillaume Martin   | Cofidis           | 21 point         |                  |
| 7.               | Lennard Kämna      | Bora-Hansgrohe    | 20 point         |                  |
| 8.               | Pavel Sivakov      | Team Ineos        | 20 point         |                  |
| 9.               | Davide Formolo     | UAE Team Emirates | 19 point         |                  |
| 10.              | Alejandro Valverde | Movistar Team     | 18 point         |                  |

| Bjergkonkurrence | Bjergkonkurrence   | Bjergkonkurrence      | Bjergkonkurrence | Bjergkonkurrence |
| Rytter           | Rytter             | Hold                  | Point            |                  |
| ---------------- | ------------------ | --------------------- | ---------------- | ---------------- |
| 1.               | David de la Cruz   | UAE Team Emirates     | 68 point         |                  |
| 2.               | Julian Alaphilippe | Deceuninck-Quick Step | 52 point         |                  |
| 3.               | Fausto Masnada     | CCC Team              | 28 point         |                  |
| 4.               | Pavel Sivakov      | Team Ineos            | 26 point         |                  |
| 5.               | Thibaut Pinot      | Groupama-FDJ          | 26 point         |                  |
| 6.               | Davide Formolo     | UAE Team Emirates     | 25 point         |                  |
| 7.               | Sepp Kuss          | Jumbo-Visma           | 19 point         |                  |
| 8.               | Michael Schär      | CCC Team              | 16 point         |                  |
| 9.               | Tadej Pogačar      | UAE Team Emirates     | 15 point         |                  |
| 10.              | Lennard Kämna      | Bora-Hansgrohe        | 12 point         |                  |

| Bjergkonkurrence | Bjergkonkurrence   | Bjergkonkurrence      | Bjergkonkurrence | Bjergkonkurrence |
| Rytter           | Rytter             | Hold                  | Point            |                  |
| ---------------- | ------------------ | --------------------- | ---------------- | ---------------- |
| 1.               | David de la Cruz   | UAE Team Emirates     | 68 point         |                  |
| 2.               | Julian Alaphilippe | Deceuninck-Quick Step | 52 point         |                  |
| 3.               | Fausto Masnada     | CCC Team              | 28 point         |                  |
| 4.               | Pavel Sivakov      | Team Ineos            | 26 point         |                  |
| 5.               | Thibaut Pinot      | Groupama-FDJ          | 26 point         |                  |
| 6.               | Davide Formolo     | UAE Team Emirates     | 25 point         |                  |
| 7.               | Sepp Kuss          | Jumbo-Visma           | 19 point         |                  |
| 8.               | Michael Schär      | CCC Team              | 16 point         |                  |
| 9.               | Tadej Pogačar      | UAE Team Emirates     | 15 point         |                  |
| 10.              | Lennard Kämna      | Bora-Hansgrohe        | 12 point         |                  |

| Ungdomskonkurrence | Ungdomskonkurrence | Ungdomskonkurrence | Ungdomskonkurrence | Ungdomskonkurrence |
| Rytter             | Rytter             | Hold               | Tid                |                    |
| ------------------ | ------------------ | ------------------ | ------------------ | ------------------ |
| 1.                 | Daniel Martínez    | EF Pro Cycling     | 21t 44' 58"        |                    |
| 2.                 | Tadej Pogačar      | UAE Team Emirates  | + 56"              |                    |
| 3.                 | Lennard Kämna      | Bora-Hansgrohe     | + 2' 14"           |                    |
| 4.                 | Pavel Sivakov      | Team Ineos         | + 3' 10"           |                    |
| 5.                 | Enric Mas          | Movistar Team      | + 22' 33"          |                    |
| 6.                 | Valentin Madouas   | Groupama-FDJ       | + 26' 51"          |                    |
| 7.                 | Marc Hirschi       | Team Sunweb        | + 31' 15"          |                    |
| 8.                 | Harm Vanhoucke     | Lotto-Soudal       | + 1t 04' 54"       |                    |
| 9.                 | Niklas Eg          | Trek-Segafredo     | + 1t 05' 18"       |                    |
| 10.                | Will Barta         | CCC Team           | + 1t 06' 36"       |                    |

| Ungdomskonkurrence | Ungdomskonkurrence | Ungdomskonkurrence | Ungdomskonkurrence | Ungdomskonkurrence |
| Rytter             | Rytter             | Hold               | Tid                |                    |
| ------------------ | ------------------ | ------------------ | ------------------ | ------------------ |
| 1.                 | Daniel Martínez    | EF Pro Cycling     | 21t 44' 58"        |                    |
| 2.                 | Tadej Pogačar      | UAE Team Emirates  | + 56"              |                    |
| 3.                 | Lennard Kämna      | Bora-Hansgrohe     | + 2' 14"           |                    |
| 4.                 | Pavel Sivakov      | Team Ineos         | + 3' 10"           |                    |
| 5.                 | Enric Mas          | Movistar Team      | + 22' 33"          |                    |
| 6.                 | Valentin Madouas   | Groupama-FDJ       | + 26' 51"          |                    |
| 7.                 | Marc Hirschi       | Team Sunweb        | + 31' 15"          |                    |
| 8.                 | Harm Vanhoucke     | Lotto-Soudal       | + 1t 04' 54"       |                    |
| 9.                 | Niklas Eg          | Trek-Segafredo     | + 1t 05' 18"       |                    |
| 10.                | Will Barta         | CCC Team           | + 1t 06' 36"       |                    |

### Holdkonkurrencen
| Holdkonkurrence | Holdkonkurrence   | Holdkonkurrence | Holdkonkurrence |
| Hold            | Hold              | Tid             |                 |
| --------------- | ----------------- | --------------- | --------------- |
| 1.              | Jumbo-Visma       | 65t 32' 37"     |                 |
| 2.              | Groupama-FDJ      | + 18' 51"       |                 |
| 3.              | Ineos             | + 21' 55"       |                 |
| 4.              | Movistar Team     | + 40' 36"       |                 |
| 5.              | UAE Team Emirates | + 47' 49"       |                 |
| 6.              | EF Pro Cycling    | + 49' 57"       |                 |
| 7.              | Trek-Segafredo    | + 55' 43"       |                 |
| 8.              | Bahrain McLaren   | + 1t 02' 53"    |                 |
| 9.              | Cofidis           | + 1t 08' 00"    |                 |
| 10.             | Astana            | + 1t 11' 40"    |                 |